# トレミーの不等式

4つの点と6つの距離。これらの点は共円ではないため、トレミーの不等式はこれらの点に対して厳密である。

ユークリッド幾何学において、トレミーの不等式（トレミーのふとうしき）とは、平面または高次元空間内の4点により決まる6つの距離についての不等式。4つの任意の点 A, B, C, D について、次の不等式が成り立つことを示す。
{\displaystyle {\overline {AB}}\cdot {\overline {CD}}+{\overline {BC}}\cdot {\overline {DA}}\geq {\overline {AC}}\cdot {\overline {BD}}.}
その名はギリシャの天文学者、数学者であるトレミーに因む。
4つの点は3つの異なる方法（反転を区別せずに数えている）で順番をつけて3つの異なる四辺形を作ることができる。それぞれの対辺の積の和は少なくとも対角線の積と同じ大きさである。よって不等式の3つの積の項はいずれかを不等式の右側に加えるように並べ替えることができるため、四辺形の任意の1つの対辺または対角線の3つの積は三角不等式に従う必要がある。
特別な場合として、4つの点が円上に並んでいる場合は不等式が等式になる（トレミーの定理）。他の場合では、4つの点が同一直線上にあるとき等式が成り立つ。この不等式はユークリッド空間から任意の距離空間に一般化されない。これが成り立つ空間は「プトレマイオス空間」と呼ばれる。これには内積空間、アダマール空間、プトレマイオスグラフ上の最短経路距離が含まれる。

## 仮定と導出
トレミーの不等式は、しばしば特殊な場合である4点が周期的な順番で与えられる凸四辺形の頂点である場合で述べられる。しかし、この定理はより一般的に4つの点について適用され、4点が作る四辺形が凸、単純、平面である必要はない。
平面内の点の場合、トレミーの不等式は4つの点いずれかを中心とした反転により三角不等式から導き出すことができる。また、複素数の恒等式を用いて4点を複素数として解釈することでも導出できる。
{\displaystyle (A-B)(C-D)+(B-C)(A-D)=(A-C)(B-D)}
辺の長さが与えられた四辺形の辺の積である三角形を作るために、この三角形に三角不等式を適用する。点を複素射影直線に属しているとみなし、不等式を点の2つの交差比の絶対値が少なくとも1つになる形式で表現し、これを交差比自体が正確に1つに加えられるという事実から推測できる。
3次元空間の点に対するこの不等式の証明は、任意の非平面四辺形に対して四辺形が平面になるまで対角線の周りで点の1つを回転させ、他の対角線の長さを伸ばし、他の5つの距離を一定に保つことが可能であることを観察することにより、平面の場合に縮小することができる。3よりも高い次元の空間では、任意の4点が3次元部分空間に存在し、同じ3次元の証明を使うことができる。

## 4つの同一円上の点
円の周りの4点を順に並べると、トレミーの不等式は等式となり、これはトレミーの定理として知られる。
{\displaystyle {\overline {AB}}\cdot {\overline {CD}}+{\overline {BC}}\cdot {\overline {DA}}={\overline {AC}}\cdot {\overline {BD}}.}
反転に基づくトレミーの不等式の証明では、4つの共円の点のうち1つを中心とした反転により、それらの点を変換すると、他の3つの点は共線になるため、（トレミーの不等式から導出された）これら3つの点の三角形の等式も等式になる。任意の4点に対して、トレミーの不等式は厳密である。

## 一般距離空間

距離がトレミーの不等式に従わない閉路グラフ

トレミーの不等式は、任意の内積空間でより一般的に成り立ち、ノルム線型空間に対して真である場合は常にその空間は内積空間でなくてはならない。
他のタイプの距離空間では、この不等式は成り立つ場合と成り立たない場合がある。この不等式が成立する空間をPtolemaicと呼び、例えば、図のような4頂点で全ての辺の長さが1に等しい閉路グラフを考える。対向する辺の積の和は2であるが、対角線上にある頂点は頂点は互いに2の距離にあるため対角線の積は4となり、辺の積の和よりも大きくなる。したがって、このグラフの最短経路距離はPtolemaicではない。距離がトレミーの不等式に従うグラフはPtolemaic graphと呼ばれ、任意のグラフに比べて制限された構造をしている。特に、示されるような3以上の長さの誘導パスを認めない。
Ptolemaicな空間は全てのCAT(0)空間および特に全てのアダマール空間を含む。完全なリーマン多様体がPtolemaicであれば、それは必ずアダマール空間である。